# بيع بلا حدود
البيع بلا حدود عبارة عن عملية بيع الخدمات إلى العملاء خارج بلاد المنشأ لهذه الخدمات خلال طرق حديثة تتخلص من الإجراءات المصممة خصيصًا لإعاقة التجارة الدولية. والتجارة الدولية عبر «البيع بلا حدود» هي ظاهرة جديدة بزغت في الحقبة الحالية لـ«العولمة».

## التعريفات
يعرف البيع بلا حدود على أنه عملية تنفيذ معاملات المبيعات بين طرفين أو أكثر من دول مختلفة (مصدِّر ومستورد) دون تلك الإجراءات المحددة خصيصًا لإعاقة التجارة الدولية مثل الحواجز الجمركية وقيود العملة وحصص التوريد.

## الخلفية
ظهرت التجارة الدولية التي تمثل تبادل السلع والخدمات عبر الحدود الدولية على مدار تاريخ الاقتصاد (علم) والمجتمع والسياسة.
من المفترض أن التعاقد الخارجي وقع شهادة ميلاد «البيع بلا حدود». يخلو بيع الخدمات عبر موفري خدمة التعاقد الخارجي إلى العملاء الأجانب من الإجراءات الموضوعة خصيصًا لإعاقة التجارة الدولية مثل الحواجز الجمركية وقيود العملة وحصص التوريد. ويرجع السبب في ذلك إلى أن معظم الخدمات تباع أو تسلم إلكترونيًا من موفر خدمة خارجية إلى العميل الأجنبي. وقعت هذه الظاهرة شهادة ميلاد البيع بلا حدود.
وهناك ارتباط وثيق بين التعاقد الخارجي ونشاط التصدير. ولكن يختلف البيع بلا حدود عن التجارة الدولية أو البيع. وبحسب معتقد الاتجارية فإن معظم الدول كان لديها تعريفات مرتفعة وقيود كثيرة على التجارة الدولية لعقود. وفي القرن التاسع عشر غلب الإيمان بالتجارة الحرة في الغرب وخاصة في بريطانيا وهيمن هذا المعتقد على تفكير العالم الغربي. وكالمعتاد كانت التجارة الدولية متاحة فقط بين تلك الدول التي نظمتها وفق معاهدات ثنائية. والبيع بلا حدود ممكن بين أي دولتين في العالم لأن الخدمات يمكن تصديرها باستخدام شبكات الاتصال الحديثة دون الحاجة إلى تنظيم التجارة.
تأسست نظرية «البيع بلا حدود» على يد بارامجيف سينغ سيثي (Paramjeev Singh Sethi) عام 2006 كجزء من أطروحته عن التسويق الدولي بينما كان يمارس البيع بلا حدود بطريقة احترافية.

## العناصر الرئيسية
- البيع التراكمي
- تطوير الأعمال
- إدارة الحسابات
- إدارة المشروعات الخارجية
- توصيل الخدمات الداخلية

## المزايا
- يمكننا تقديم منتجنا باستخدام الإعلان
- وفورات الحجم في الإنتاج والتوزيع
- تكاليف تسويق أقل
- وضوح الرؤية
- تناسق صورة العلامة التجارية
- القدرة على حشد الأفكار الجيدة بسرعة وكفاءة
- توحيد ممارسات التسويق
- المساعدة على إقامة علاقات خارج نطاق «الساحة السياسية»
- المساعدة على تحفيز إقامة الصناعات الإضافية لتلبية احتياجات المشاركين العالميين
- الاستفادة من التسويق الإلكتروني عن التسويق بالطرق التقليدية

## خدمات مطبقة
يمكن بيع عديد من الخدمات من خلال البيع بلا حدود، وتشتمل على نحو شائع على:
- خدمات استشارية
- العمل الحر
- التجارة الإلكترونية
- معالجة بطاقة الائتمان عبر الإنترنت
- الموسيقى
- خدمات الرسوم المتحركة
- مقاطع فيديو
- أبحاث الأعمال التجارية
- التسويق عبر الهاتف
- أعمال المحاسبة
- النسخ الطبي

## الوسائل المستخدمة
هناك وسائل مختلفة تستخدم خلال البيع بلا حدود:
- الهاتف
- الناسوخ
- الإنترنت